# Sharon Henderson
Sharon Henderson é uma política norte-americana da Geórgia; faz parte do Partido Democrata. Henderson é um membro da Câmara dos Representantes da Geórgia para o Distrito N.º 113.